# Уласовец, Александр Игнатьевич
Александр Игнатьевич Уласовец (26 июля (8 августа) 1901 — 23 января 1945) — участник Великой Отечественной войны, полковник, Герой Советского Союза (26.10.1943).

## Биография
А. И. Уласовец родился в деревне Лопатичи Слуцкого уезда (сейчас в Слуцком районе Минской области). Во время Гражданской войны в 1918—1920 годах был в партизанах. Окончил строительный техникум. В Красной Армии с 1922 года, служил в 7-м отдельном железнодорожном батальоне. В 1928 году окончил Ленинградскую военную школу. Служил в Рязани, на Дальнем Востоке.
Во время Великой Отечественной войны с 1942 года на Сталинградском, Степной, 2-м Украинском фронтах. С 14 апреля по 14 декабря 1943 командир 224-го гвардейского стрелкового полка (72-я гвардейская стрелковая дивизия, 7-я гвардейская армия, Степной фронт). Полк под его командованием отличился в сентябре 1943 года в боях на территории Днепропетровской области (Украина) при форсировании реки Днепр в районе села Бородаевка Верхнеднепровского района. Весной — летом 1944 года гвардии полковник А. И. Уласовец — заместитель командира 8-й гвардейской воздушно-десантной дивизии по строевой части.
В 1944—1945 годах А. И. Уласовец — начальник штаба 5-й железнодорожной бригады. Участвовал в Люблинско-Брестской наступательной операции, освобождении Бреста.
Погиб на территории Польши при осмотре железнодорожного моста через реку Нер (приток Варты) 23 января 1945 года. Похоронен в братской могиле в парке имени 1 Мая в Бресте.

## Награды
- Медаль «Золотая Звезда»;
- орден Ленина;
- два ордена Красного Знамени;
- два ордена Отечественной войны 1-й степени;
- медали.

## Память
В 1970 году на родине Героя в селе Лопатичи Слуцкого района установлена мемориальная доска. Его именем названа одна из улиц Слуцка.